# Сингмастер, Дэвид
Дэвид Сингмастер (англ. David Breyer Singmaster; декабрь 1938, Фергусон, Миссури, США — 13 февраля 2023) — профессор математики в университете London South Bank University, Англия, Великобритания в отставке. Сам себя он называл метагробологом (англ.) (то есть человеком, который изучает, решает, создаёт головоломки); Дэвид Сингмастер разработал нотацию для записи алгоритмов кубика Рубика и одно из первых решений. Сингмастер также известен своей личной коллекцией механических головоломок и книг о головоломках; он интересовался историей вычислительной техники и занимательной математики.
Был судьёй на чемпионате мира по спидкубингу 1982 года, по итогам которого опубликовал подробный отчёт.
В комбинаторной теории чисел существует гипотеза Сингмастера, которая утверждает, что имеется конечная верхняя граница количества одинаковых чисел в треугольнике Паскаля (больших единицы).

## Публикации
- Notes on Rubik's magic cube, David Singmaster. Enslow Pub Inc, 1981. ISBN 0-89490-043-9.[12]
- Handbook of Cubik Math Архивная копия от 14 марта 2017 на Wayback Machine, David Singmaster and Alexander Frey. Lutterworth Press[англ.], 1987. ISBN 0-7188-2555-1.[13]
- Rubik's Cube Compendium, Edited by David Singmaster Oxford University Press, 21 April 1988. ISBN 0-19-853202-4.
- David Singmaster. Walter William Rouse Ball, Mathematical Recreations and Problems of Past and Present Times, first edition (1892) // Landmark Writings in Western Mathematics 1640-1940 / edited by Ivor Grattan-Guinness. — P. 653-662.